# Winooski
Winooski é uma cidade localizada no estado americano de Vermont, no Condado de Chittenden.

## Geografia
De acordo com o United States Census Bureau, a cidade tem uma área de 3,9 km², onde 3,7 km² estão cobertos por terra e 0,2 km² por água.

## Demografia
Segundo o censo nacional de 2010, a sua população é de 7 267 habitantes e sua densidade populacional é de 1 962,10 hab/km². É a cidade mais densamente povoada de Vermont. Possui 3 393 residências, que resulta em uma densidade de 916,12 residências/km².